# Еміль Адольф Росмеслер
Еміль Адольф Росмеслер (нім. Emil Adolf Roßmäßler; 1806—1867) — німецький зоолог і ботанік. Вперше для науки описав понад 200 видів наземних молюсків Європи, зокрема і деяких ендеміків України.

## Біографія
З 1825 року вивчав в Лейпцизькому університеті медицину, а потім богослов'я. 1827 року зайняв місце вчителя, і рівночасно посилено займався збиранням рослин. Росмеслер надрукував: «Beitrag zur Kenntniss d. Flora Weida's» («Flora», 1830) і «Plantae lipsiaenses, weidanae et tharandtinae» (ib., 1831). 1830 року зайняв місце професора зоології в лісовій і сільськогосподарської академії в Тарандті. Перша зоологічна робота Росмеслера була про соснового довгоносика, що спустошує ліс Тарандта. 1832 року з'явився «Syst. Uebersicht des Thierreichs», 1834 року — атлас шкідливих лісових комах. Згодом перейшов на вивчення наземних і прісноводних молюсків. Про цих тварин 1834 року видав «Diagnoses conchyliorum terr. et fluv.», а 1835 року першу частину великої книжкової серії «Iconographie d. Land- u. Süsswassermollusken» з надзвичайно якісними кольоровими зображеннями мушель молюсків, причому частина таблиць були літографовані ним самим. За період 1835—1839 рр. щорічно з'являлися по 2 випуски, а в 1842 і 1844 по одному його малакологічної «Iconographie». Тимчасово заміняв професора геології і мінералогії в Таранді, для чого повинен був вивчити і ці науки, результатом чого стало: «Beiträge z. Versteinerungskunde» (1840). За смертю Раумера, Росмеслер читав лекції з фізіології рослин, причому надрукував: «Das Wichtigste vom innern Bau u. Leben d. Gewächse» (1843). 1850 року Росмеслер повернувся в Лейпциг де посилено займався популяризацією науки і в тому числі акваріумістики. 1853 року подорожував до Іспанії, після чого видав ще кілька випусків «Iconographie» (всього 18, в трьох томах, Лейпциг і Дрезден, 1835—1859).
За його ініціативи було засновано лейпцизький музей природознавства. Широка малакологічна колекція Росмеслера сьогодні знаходиться в Зенкенберському музеї в Берліні.